# Clifford (Herefordshire)
Pour les articles homonymes, voir Clifford.
Clifford est un village du Herefordshire en Angleterre.

## Géographie
Il est situé à 4 km au nord de Hay-on-Wye, sur la rive sud de la Wye.

## Histoire
Le village est célèbre pour les ruines du Clifford Castle (en).

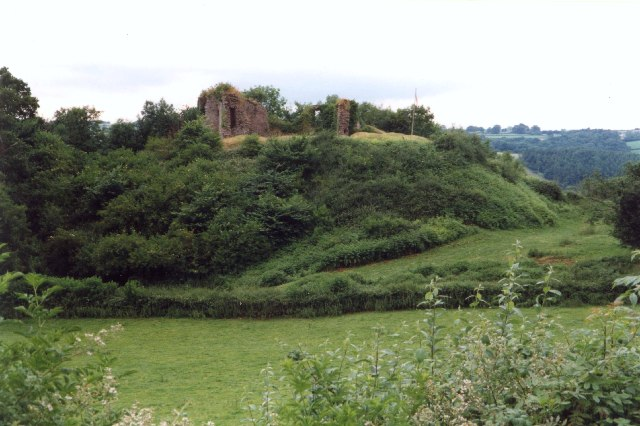
Ruines du château des Clifford